# Re:Zero - Starting Life in Another World
Re:Zero - Starting Life in Another World (Re：ゼロから始める異世界生活?, Re: zero kara hajimeru isekai seikatsu, lett. "Re: ricominciare da zero in un mondo parallelo") è una serie di light novel scritta da Tappei Nagatsuki e illustrata da Shin'ichirō Ōtsuka. Quarantuno volumi, accompagnati da sei storie secondarie e dodici raccolte di storie brevi, sono stati pubblicati da Media Factory, sotto l'etichetta MF Bunko J, a partire da gennaio 2014. Tre adattamenti manga editi da Media Factory e uno pubblicato da Square Enix hanno iniziato la serializzazione nel periodo che va dal 2014 al 2019. Un adattamento anime, prodotto da White Fox, è stato trasmesso in Giappone tra il 3 aprile e il 18 settembre 2016, mentre una visual novel basata sulla serie, prodotta da 5pb., è stata pubblicata il 30 marzo 2017. In Italia i diritti di light novel e manga sono stati acquistati da Edizioni BD per l'etichetta J-Pop.

## Trama
Catapultato in un mondo fantasy, il giovane hikikomori Subaru Natsuki viene aggredito da un gruppo di loschi banditi. Ad aiutarlo è una mezzelfa dai capelli argentati di nome Emilia, il cui obiettivo è diventare la prossima regina del paese in cui si trovano, Lugunica. Scoprendo che la sua salvatrice è sulle tracce di una giovane ladra che le ha rubato un oggetto, in segno di riconoscenza Subaru si offre di darle una mano mettendosi anche lui alla sua ricerca. Sfortunatamente è la peggio a prendere il sopravvento sui due, e così la missione si conclude con la loro morte.
Nonostante ciò, Subaru si risveglia improvvisamente nello stesso posto in cui era stato evocato all'inizio: ben presto si renderà infatti conto che ha ricevuto il potere di tornare in vita ogni volta che morirà, riavvolgendo il tempo e riprendendo conoscenza in un momento imprecisato del passato senza perdere i ricordi delle linee temporali precedenti. Consapevole dei vantaggi e svantaggi di una tale peculiarità, Subaru intraprende dunque una pericolosa avventura per salvare e difendere non solo Emilia, ma anche altre persone con cui legherà lungo il cammino.

## Personaggi

### Personaggi principali

Il protagonista Subaru Natsuki

Subaru Natsuki (ナツキ・スバル?, Natsuki Subaru)
Doppiato da: Yūsuke Kobayashi (ed. giapponese), Alex Polidori (ed. italiana)
Il protagonista della serie. Tornando a casa da un konbini, si ritrova improvvisamente teletrasportato in un altro mondo. Pur essendo un hikikomori, sfrutta le meccaniche base dei videogiochi per affrontare i nemici alla sua portata nel corpo a corpo. Ogni volta che muore, riprende conoscenza durante un momento imprecisato in cui era ancora in vita grazie a un'abilità da lui denominata "Ritorno dalla Morte" (死に戻り?, Shi ni Modori). Tuttavia, se cerca di parlarne con qualcuno, il tempo si ferma e le grinfie di una strega attanagliano il suo cuore dall'oscurità, facendogli provare un dolore indescrivibile. Proprio per questo motivo, emana il cosiddetto "odore della Strega", che più diventa intenso, più attira i mostri nei paraggi e mette in guardia coloro che sono in grado di percepirlo. In altre circostanze però, gli artigli della strega accarezzano delicatamente il suo cuore schiacciando e uccidendo quelli di coloro che sentono tale segreto vicino a Subaru.
Emilia (エミリア?, Emiria)
Doppiata da: Rie Takahashi (ed. giapponese), Emanuela Ionica (ed. italiana)
Una mezzelfa dai capelli argentati che incontra per la prima volta Subaru nella linea temporale in cui lo salva da un gruppo di banditi. È una delle cinque candidate alla selezione reale, desiderosa di diventare la 42ª regina di Lugunica per attenuare le discriminazioni razziali nel suo paese. Originaria della Foresta Ghiacciata, ha vissuto lì per più di un centinaio di anni, sebbene per la maggior parte di essi si trovasse in uno stato di ibernazione. Di conseguenza la sua mentalità è ancora quella di una teenager, anche se tratta sempre Subaru come un bambino dispettoso di cui è costretta a prendersi cura. Il primo nome con cui si presenta nella storia è Satella, quello della malvagia Strega Invidiosa che si dice le assomigli.

### Tenuta Roswaal
Rem (レム?, Remu)
Doppiata da: Inori Minase (ed. giapponese), Gaia Chiaro (ed. italiana)
Una delle cameriere della tenuta Roswaal. Sorella gemella minore di Ram, pur volendole bene soffre di un complesso d'inferiorità nei suoi confronti. Armata in combattimento di un mazzafrusto, è un demone dotato di un solo corno ancora intero in cui risiedono i suoi poteri. All'arrivo di Subaru alla tenuta, non si fida di lui per via del fatto che emana l'odore della Strega, finendo per attaccarlo e ucciderlo di nascosto in più linee temporali. Dopo che Subaru le salva la vita mettendo in gioco la propria incolumità e la aiuta a capire meglio se stessa nel suo rapporto con la sorella, si innamora profondamente di lui diventando una delle sue alleate più fidate. Uno spin-off dei romanzi mostra cosa sarebbe successo se nella saga della Balena Bianca lei e Subaru fossero fuggiti insieme: avrebbero vissuto felicemente da quel momento in poi e avrebbero avuto due figli.
Il personaggio di Rem ha avuto un grande successo tra i fan della serie. Nel mese di ottobre 2016 ha raggiunto il primo posto nel sondaggio sui personaggi femminili più popolari tra i lettori di Newtype e sempre nello stesso anno è risultata vincitrice dei Newtype Anime Awards nella categoria miglior personaggio femminile.
Ram (ラム?, Ramu)
Doppiata da: Rie Murakawa (ed. giapponese), Erica Laiolo (ed. italiana)
Un demone dai capelli rosa dal corno spezzato. Lavora come domestica per la tenuta Roswaal insieme alla sua sorella gemella Rem, a cui è molto legata. Nonostante nel suo clan di nascita non fossero accettati gemelli perché portatori di un unico corno invece che due, da neonata è stata risparmiata insieme a Rem per via dei suoi poteri eccezionali, poi persi quando il suo corno fu spezzato dal Culto della Strega durante un attacco al villaggio. Ha l'abitudine di chiamare Subaru "Barusu" ("Barosu" nel doppiaggio italiano), facendo di tanto in tanto commenti sarcastici su di lui con l'appoggio della sorella. Inoltre svolge segretamente vari compiti per Roswaal, facendosi sottoporre a un trattamento curativo da lui ogni volta che usa troppo mana. Rispetto a Rem, ha in generale un carattere più estroverso.
Beatrice (ベアトリス?, Beatorisu)
Doppiata da: Satomi Arai (ed. giapponese), Serena Clerici (ed. italiana)
Una misteriosa maga che ha firmato un contratto con Roswaal per tenere al sicuro i suoi antichi tomi di magia nella sua enorme libreria. Possiede l'abilità di far apparire la suddetta libreria al posto di qualsiasi stanza nella tenuta a suo piacimento, ma non può allontanarsi dai domini di Roswaal più di tanto. Nonostante la sua freddezza nei confronti degli altri (e in particolare di Subaru), non riesce a stare con le mani in mano quando vede persone ferite o in pericolo di vita davanti a lei. Ha circa quattrocento anni e nei romanzi si rivela essere un Grande Spirito Artificiale, firmando un contratto con Subaru e dichiarando di voler diventare la numero uno del suo cuore. Nel manga, Beatrice, comprende fin da subito che il tempo si riavvolge ogni qual volta che Subaru muore, comprendendo che su di lui vi è stato imposto un incantesimo oscuro potentissimo. Beatrice cerca di aiutarlo in tali situazioni per cambiare la sua sorte e trovare un modo per liberarlo dalla maledizione.
Roswaal L. Mathers (ロズワール・L・メイザース?, Rozuwāru L Meizāsu)
Doppiato da: Takehito Koyasu (ed. giapponese), Matteo De Mojana (ed. italiana)
Un margravio, stregone e conte del Regno che è il benefattore di Emilia e suo protettore nella corsa al trono. Il suo aspetto e comportamento bizzarri inizialmente traggono in inganno Subaru, facendogli credere che sia un clown.
Nonostante ciò, è uno dei maghi più potenti di Lugunica, la cui influenza è ampia tanto quanto la sua temibilità. Più tardi si scopre che il motivo per cui supporta Emilia è il suo desiderio di uccidere il drago a guida del paese.
Per motivi non ancora chiari, Roswaal è a conoscenza del potere di Subaru di tornare dalla morte, ed è lui la mente dietro tutte le apparizioni di Elsa e degli arrivi del Grande Coniglio. A sua detta fa tutto ciò per forgiare e formare mentalmente Subaru attraverso morti inaspettate e atroci per qualcosa di importante che dovrà accadere in futuro.

### Candidate alla selezione reale
Felt (フェルト?, Feruto)
Doppiata da: Chinatsu Akasaki (ed. giapponese), Laura Valastro (ed. italiana)
Una ladra quindicenne cresciuta in un villaggio povero. È colei che ruba lo stemma di Emilia all'inizio della storia provando a venderlo al miglior offerente. Dato che lo stemma reagisce in sua presenza, viene poi presa in custodia da Reinhard come degna candidata alla selezione reale e presentata a palazzo. Il suo nome le è stato dato da Rom quando fu trovata da lui da bambina.
Crusch Karsten (クルシュ・カルステン?, Kurushu Karusuten)
Doppiata da: Yuka Iguchi (ed. giapponese), Jenny De Cesarei (ed. italiana)
Una candidata alla selezione reale che nonostante abbia solo vent'anni è già a capo della casata Karsten, la più vicina alla precedente famiglia reale. Sempre rigida e dignitosa, è considerata una delle donne più importanti originarie di Lugunica. Brandisce una spada i cui fendenti possono colpire il bersaglio anche a distanza e, grazie alla protezione divina della lettura del vento, si accorge subito quando una persona mente per via di un vento rivelatore che le soffia attorno. In contrasto con le aspettative della classe dirigente conservatrice che puntava su di lei come vincitrice dell'elezione, il suo obiettivo è quello di liberare il paese dal controllo del drago, che secondo lei l'ha condotto in un periodo di stagnazione e l'ha spogliato della volontà di agire da solo.
Anastasia Hoshin (アナスタシア・ホーシン?, Anasutashia Hōshin)
Doppiata da: Kana Ueda (ed. giapponese), Luna Fogu (ed. italiana)
Una candidata alla selezione reale che parla nel dialetto del Kansai. Proveniente da Kararagi a ovest di Lugunica, ha ventidue anni ed è il capo della famosa società commerciale Hoshin. Nonostante abbia sviluppato una certa avidità da orfana, è amichevole con tutti e le piace trarre profitto dagli altri facendogli guadagnare qualcosa in cambio.
Priscilla Barielle (プリシラ・バーリエル?, Purishira Bārieru)
Doppiata da: Yukari Tamura (ed. giapponese) Chiara Leoncini (ed. italiana)
Una candidata alla selezione reale a capo della casata Barielle. Siccome gli uomini cadono ai suoi piedi per via della sua bellezza e il mondo di solito volge a suo favore, soffre di egocentrismo, essendo convinta che qualsiasi cosa faccia o accada non le si potrà mai ritorcere contro. Sebbene sia appena diciannovenne, ha già avuto otto mariti, tutti morti misteriosamente.

#### Cavalieri delle candidate
Reinhard van Astrea (ラインハルト・ヴァン・アストレア?, Rainharuto van Asutorea)
Doppiato da: Yūichi Nakamura (ed. giapponese) Matteo Garofalo (ed. italiana)
Un cavaliere della Guardia Reale affabile che si è guadagnato il titolo di "Santo della Spada". Fa la sua prima apparizione quando salva Subaru da un gruppo di banditi, aiutandolo poi nello scontro con Elsa durante la ricerca dello stemma di Emilia. Dotato di poteri eccezionali, è ritenuto lo spadaccino più forte della famiglia Astrea, nonché a detta dell'autore il personaggio più forte di tutti. Dopo aver notato che lo stemma di Emilia reagisce a Felt, la porta con sé a palazzo come candidata alla selezione reale diventando il suo cavaliere.
Felix Argyle (フェリックス・アーガイル?, Ferikkusu Āgairu)
Doppiato da: Yui Horie (ed. giapponese), Loretta Di Pisa (ed. italiana)
Il cavaliere di Crusch. Soprannominato Felis (フェリス?, Ferisu), è un esperto di magia dell'acqua particolarmente bravo negli incantesimi di guarigione. Nonostante l'aspetto femminile da nekomimi, viene definito dagli altri personaggi un semiumano maschio. Abbandonato alla nascita, è stato salvato da Crusch stessa.
Julius Euclius (ユリウス・ユークリウス?, Yuriusu Yūkuriusu)
Doppiato da: Takuya Eguchi (ed. giapponese), Lorenzo Briganti (ed. italiana)
Il cavaliere di Anastasia. Oltre ad essersi addestrato con la spada, è un adepto delle arti dello spirito capace di creare scudi e usufruire della telepatia. Dotato di un rigoroso senso di nobiltà, dopo aver conosciuto Subaru organizza un duello contro di lui per impartirgli una dura lezione e ripagarlo di un'onta subita. In seguito all'episodio della Balena Bianca, si chiarisce con lui e diventa suo amico, aiutandolo attuando un piano per sconfiggere Petelgeuse Romanee-Conti.
Aldebaran (アルデバラン?, Arudebaran)
Doppiato da: Keiji Fujiwara (ed. giapponese), Marco Belloli (ed. italiana)
Il cavaliere di Priscilla. Spesso chiamato semplicemente Al (アル?, Aru), è una persona normale come Subaru che è stata evocata in questo mondo diciotto anni fa. Prima della sua attuale occupazione, ha lavorato come gladiatore nell'Impero di Volakia a sud di Lugunica ed è stato un vagabondo. D'età intorno alla quarantina, indossa sempre un elmo per nascondere il viso ricoperto di cicatrici e pesantemente sfigurato.

#### Altri sottoposti
Puck (パック?, Pakku)
Doppiato da: Yumi Uchiyama (ed. giapponese), Federica Valenti (ed. italiana)
Il famiglio di Emilia. È uno spirito dalle sembianze di un gatto che viene coccolato da Subaru e Beatrice ogni volta che si presenti loro l'occasione. È in grado di leggere la mente delle persone attraverso le loro emozioni e intenzioni, e il suo orario giornaliero lavorativo va dalle nove del mattino alle cinque di sera. Nelle linee temporali in cui il Culto della Strega attacca la tenuta Roswaal ed Emilia muore, si trasforma in una bestia gigantesca, congelando ogni cosa attorno a sé e uccidendo con facilità persino Petelgeuse. L'unico motivo per cui vive è servire Emilia; in caso la sua padrona dovesse morire, non esiterà a distruggere ogni cosa, trovando inutile vivere in un mondo senza di lei.
Wilhelm van Astrea (ヴィルヘルム・ヴァン・アストレア?, Viruherumu van Asutorea)
Doppiato da: Ken'yū Horiuchi (da anziano) e Kaito Ishikawa (da giovane) (ed. giapponese), Marco Balzarotti (da anziano) e Massimo Di Benedetto (da giovane) (ed. italiana)
Il nonno di Reinhard e il maggiordomo di Crusch. Ex-membro della Guardia Reale, ha la fama di essere uno dei migliori spadaccini di Lugunica. Marito della precedente maestra spadaccina Theresia van Astrea, desidera vendicarsi della Balena Bianca che la uccise anni or sono. Grazie alla sua esperienza, gli basta uno sguardo per capire al suo primo incontro con Subaru che egli ha già sperimentato la morte più volte. Il suo passato da giovane viene narrato nella serie spin-off Ex delle light novel.
Ricardo Welkin (リカード・ウェルキン?, Rikādo Werukin)
Doppiato da: Kenji Nomura (ed. giapponese), Alessandro Fattori (ed. italiana)
Un semiumano a capo dell'esercito privato della società Hoshin, la Zanna di Ferro. Esperto in combattimento, prima di partire per una missione tiene sempre in conto vari fattori, tra cui il morale dei suoi soldati e la presenza di rifornimenti. Nonostante ciò, essendo molto impulsivo, durante le battaglie lascia che sia Hetaro a dare gli ordini in sua vece.
Mimi Pearlbaton (ミミ・パールバトン?, Mimi Pārubaton)
Doppiata da: Yukiyo Fujii (ed. giapponese), Veronica Cuscusa (ed. italiana)
Una semiumana nelle grazie di Anastasia. Allegra, sbadata e irrequieta, nonostante l'aspetto apparentemente innocuo, è la seconda in comando della Zanna di Ferro. A detta sua, quando combatte insieme a suo fratello Hetaro dà vita a una coppia fortissima.
Hetaro Pearlbaton (ヘータロー・パールバトン?, Hētaro Pārubaton)
Doppiato da: Megumi Han (ed. giapponese), Jolanda Granato (ed. italiana)
Uno dei fratelli di Mimi. Calmo e prudente, si prende cura della sorella che a differenza sua è molto più impulsiva. Durante le battaglie, solitamente dà ordini alla Zanna di Ferro in vece di Ricardo.

### Altri personaggi
Otto Suwen (オットー・スーウェン?, Ottō Sūwen)
Doppiato da: Kōhei Amasaki (ed. giapponese), Stefano Pozzi (ed. italiana)
Un giovane mercante in viaggio in cui incappa Subaru lungo il tragitto per la tenuta Roswaal. Ubriaco fradicio, cercava di annegare il ricordo delle sue sventure economiche nell'alcol. Pur essendo una brava persona, molto leale a chi si guadagna la sua fiducia, è un codardo che nella linea temporale in cui conosce Subaru e sigla un patto con lui, si fa prendere dal panico e, pur di liberarsi della Balena Bianca che gli stava alle calcagna, lo spinge giù dalla sua carozza. Tra le cinque candidate alla selezione reale supporta Emilia, poiché anch'egli sa cosa significhi essere discriminato per via di fraintendimenti ed esser trattato male per colpa di una diversità: è stato benedetto infatti col dono di poter comunicare con qualsiasi pianta, animale o essere vivente che sia sulla faccia della terra, ma sfortunatamente ciò non fa altro che dargli un aspetto sinistro e indisporre la gente. Più tardi si unisce ufficialmente alla fazione di Emilia su invito di Subaru.
Elsa Granhiert (エルザ・グランヒルテ?, Eruza Guranhirute)
Doppiata da: Mamiko Noto (ed. giapponese), Ilaria Silvestri (ed. italiana)
Un'assassina proveniente da un paese del nord chiamato Gusteko. È la prima persona a uccidere Subaru e a innescare il Ritorno dalla Morte. Il suo obiettivo è ottenere lo stemma di Emilia acquistandolo da Felt e Rom, ma dopo che nelle prime due linee temporali le negoziazioni falliscono non esita a ucciderli. Dato che ama far soffrire le sue vittime squarciandogli il ventre, è nota come la "Cacciatrice di Interiora". È anche in grado di percepire la paura degli altri semplicemente standogli vicino, come quando si imbatte in Subaru per strada e si accorge del suo terrore. Nella linea temporale in cui viene sconfitta da Reinhard, si ritira non prima di aver giurato vendetta contro Subaru.
Petelgeuse Romanee-Conti (ペテルギウス・ロマネコンティ?, Peterugiusu Romanekonti, Betelgeuse Romanée-Conti nell'anime)
Doppiato da: Yoshitsugu Matsuoka (ed. giapponese), Mattia Bressan (ed. italiana)
Uno degli arcivescovi del Culto della Strega, colui che rappresenta il peccato dell'accidia. Un tempo era un uomo rispettabile, ma successivamente perse irrimediabilmente il lume della ragione. Nonostante ciò, al primo incontro con Subaru lo inquadra subito rinfacciandogli tutte le sue colpe. Capace di vedere le grinfie della Strega e controllarne alcune a suo piacimento, può anche trasferirsi di corpo in corpo a seconda dell'affinità. Tra le sue abitudini, si morde le dita a sangue quando si innervosisce, enfatizza di tanto in tanto l'ultimo elemento delle frasi che dice, e accusa di accidia chiunque non sia in grado di imporre la sua volontà, sia sconfitto o in qualche modo fallisca.
Rom (ロム?, Romu)
Doppiato da: Mugihito Terada (ed. giapponese), Pietro Ubaldi (ed. italiana)
L'uomo che ha fatto da nonno a Felt sin da quando era bambina. Proprietario di una taverna nei bassifondi della capitale, nasconde un magazzino pieno di beni rubati.
Kadomon (カドモン?)
Doppiato da: Kenta Miyake (ed. giapponese), Luca Ghignone (ed. italiana)
Un fruttivendolo della capitale di Lugunica dal carattere scontroso. Sebbene scacci via subito chiunque non possa permettersi la sua merce, aiuta più volte Subaru nel momento del bisogno, anche quando è a corto di soldi. Dato che Subaru diventa un suo cliente fisso, la bancarella dove lavora è spesso il punto in cui ricomincia la storia una volta raggiunta la fine di una linea temporale.
Theresia van Astrea (テレシア・ヴァン・アストレア?, Tereshia van Asutorea)
Doppiata da: Minami Takahashi (ed. giapponese), Valentina Pallavicino (ed. italiana)
La defunta nonna di Reinhard e moglie di Wilhelm. Amante dei fiori, nonostante odiasse combattere più di ogni altra cosa, il destino le faceva impugnare la spada che lo volesse o no. Per questo motivo Wilhelm da giovane si sforzò di diventare più forte di lei e proteggerla, ispirandola a diventare una spadaccina a difesa degli altri. Precedente maestra spadaccina e Santa della Spada della famiglia Astrea, è morta quattordici anni prima affrontando la Balena Bianca.

## Media

### Light novel

Logo della serie

L'opera, scritta e ideata da Tappei Nagatsuki sotto lo pseudonimo di Nezumiiro Neko (鼠色猫? lett. "Gatto color topo"), ha iniziato la pubblicazione sul sito web Shōsetsuka ni narō il 20 aprile 2012. Concepita dall'autore come una serie di romanzi amatoriali, è stata poi adattata in una serie di light novel, illustrata da Shin'ichirō Ōtsuka, a partire dal 24 gennaio 2014. Quarantuno volumi sono stati pubblicati da Media Factory, sotto l'etichetta MF Bunko J, entro il 25 giugno 2025, oltre a sei storie secondarie sottotitolate Ex che ruotano attorno a vari personaggi e dodici raccolte di storie brevi. In Italia la serie è stata annunciata al Cartoomics 2017 da J-Pop e pubblicata da luglio 2017. La traduzione dei testi è curata da Melissa Pennacchiotti. In America del Nord i diritti delle light novel sono stati acquistati da Yen Press.

#### Storia editoriale
Dopo aver notato la serie sul sito Shōsetsuka ni narō grazie a numerosi Tweet intorno all'aprile 2013, Masahito Ikemoto, editore di Re:Zero presso MF Bunko J, rimase affascinato da come l'autore Nagatsuki avesse impiegato il cosiddetto "Ritorno dalla Morte" e fosse riuscito a proporre il genere fantasy in una maniera al tempo stesso così deprimente seppur accattivante. Secondo Ikemoto, tra le decine di migliaia di racconti amatoriali caricati sul web, i romanzi di qualità, disponibili online e ancora inediti, sono di numero sempre maggiore, per cui egli si adoperò subito per entrare in contatto con Nagatsuki e chiedergli se fosse interessato ad adattare la sua opera in una serie di light novel.
Una volta raggiunto un accordo, Ikemoto lavorò assiduamente con Nagatsuki per adeguare i suoi scritti al formato delle light novel. Siccome il primo libro eccedeva di circa 750 pagine il contenuto di un volume standard, l'editore si impegnò per correggerne le parti prolisse e riorganizzarne il testo. L'obiettivo fu quello di rimandare a un secondo momento la descrizione di alcuni particolari, concernenti ambientazione e approfondimenti sulla trama, per dare subito maggiore spazio ai personaggi, cosicché il lettore potesse inquadrarne bene la personalità e affezionarglisi prima di continuare a esplorare il resto del mondo e conoscerne il contesto.
Quanto all'illustratore Ōtsuka, essendosi occupato in precedenza principalmente di videogiochi, quando fu assegnato alla serie da Kadokawa disegnò prima gli sfondi. Successivamente, dopo aver letto i romanzi online, propose alcuni schizzi dei protagonisti in base alle sue impressioni personali, che fecero sembrare però Subaru troppo un delinquente ed Emilia banale e monotona. Gli fu quindi chiesto di addolcire il viso di Subaru per prepararlo alle scene emotive a cui sarebbe andato incontro in seguito, mentre nel caso di Emilia la sua uniforme fu più volte rivista insieme all'aggiunta di altri dettagli, facendo diventare una vera e propria sfida mantenere il suo design consistente per tutta la progettazione. L'aspetto di Rem e Ram, invece, si evolse da uno stile troppo simile a quello degli anime degli anni ottanta fino a quello attuale, che fu il risultato di un attento lavoro di revisione sia delle loro espressioni facciali sia della loro uniforme da cameriera.

### Manga
Un adattamento manga di Daichi Matsuse, intitolato Re:Zero - Starting Life in Another World - Un giorno nella capitale (Re：ゼロから始める異世界生活 第一章 王都の一日編?, Re: zero kara hajimeru isekai seikatsu - Daiisshō: ōto no ichinichi-hen, lett. "Re: vita da capo in un mondo parallelo - Capitolo uno: un giorno nella capitale"), è stato serializzato sulla rivista Monthly Comic Alive di Media Factory dal 27 giugno 2014 al 27 febbraio 2015. I capitoli sono stati raccolti in due volumi tankōbon, pubblicati rispettivamente il 23 ottobre 2014 e il 23 marzo 2015. In Italia la serie è stata annunciata al Cartoomics 2017 da J-Pop e pubblicata il 12 luglio 2017. La traduzione dei testi è curata da Melissa Pennacchiotti, che ha inoltre tradotto tutti i titoli successivi della serie pubblicati in italiano.
Un manga di Makoto Fūgetsu, dal titolo Re:Zero - Starting Life in Another World - Una settimana alla magione (Re：ゼロから始める異世界生活 第二章 屋敷の一週間編?, Re: zero kara hajimeru isekai seikatsu - Dainishō: yashiki no isshūkan-hen, lett. "Re: vita da capo in un mondo parallelo - Capitolo due: una settimana alla magione"), è stato serializzato sul Big Gangan di Square Enix tra il 25 ottobre 2014 e il 25 ottobre 2017. Cinque volumi tankōbon sono stati pubblicati tra il 23 marzo 2015 e il 25 dicembre 2017. In Italia è stata pubblicata da J-Pop il 28 febbraio 2018.
Un altro adattamento manga di Daichi Matsuse, intitolato Re:Zero - Starting Life in Another World - Truth of Zero (Re：ゼロから始める異世界生活 第三章 Truth of Zero?, Re: zero kara hajimeru isekai seikatsu - Daisanshō: Truth of Zero, lett. "Re: vita da capo in un mondo parallelo - Capitolo tre: Truth of Zero"), è stato serializzato sempre su Monthly Comic Alive dal 27 maggio 2015 al 21 febbraio 2020. Il primo volume tankōbon è stato pubblicato il 22 dicembre 2015, seguito da altri dieci entro il 21 febbraio 2020. In Italia è stata pubblicata da J-Pop dal 18 luglio 2018 al 23 settembre 2020.
Un adattamento manga di Haruno Atari, intitolato Re:Zero - Starting Life in Another World - Il santuario e la strega dell'avidità (Re:ゼロから始める異世界生活 第四章 聖域と強欲の魔女?, Re: zero kara hajimeru isekai seikatsu - Daiyonshō: seiiki to gōyoku no majo, lett. "Re: vita da capo in un mondo parallelo - Capitolo quattro: Il Santuario e la Strega dell'Avidità"), ha iniziato la serializzazione sempre su Monthly Comic Alive il 27 settembre 2019. Il primo volume tankōbon è stato pubblicato il 21 febbraio 2020, seguito da altri dieci entro il 23 aprile 2025. In Italia la serie è stata annunciata a marzo 2023 da J-Pop e viene pubblicata dal 31 maggio 2023.
Un adattamento manga di Wakaya Takase, intitolato Re:Zero - Starting Life in Another World - Daigoshō: mizu no miyako to eiyū no uta (Re:ゼロから始める異世界生活 第五章 水の都と英雄の詩?, Re: zero kara hajimeru isekai seikatsu - Daigoshō: mizu no miyako to eiyū no uta), ha iniziato la serializzazione sul sito web ComicWalker il 19 febbraio 2024. Il primo volume tankōbon è stato pubblicato il 28 settembre 2024, seguito da un altro entro il 28 marzo 2025.
Un'antologia di manga, intitolata Re: zero kara hajimeru isekai seikatsu - Kōshiki anthology comic (Re：ゼロから始める異世界生活 公式アンソロジーコミック?, Re: zero kara hajimeru isekai seikatsu - kōshiki ansorojī komikku, lett. "Re: vita da capo in un mondo parallelo - Antologia di manga ufficiale"), è stata pubblicata da Media Factory il 23 giugno 2016.
Un ulteriore adattamento manga ad opera di Tsubata Nozaki, questa volta delle storie secondarie contenute nel secondo volume EX, intitolato Kenki renka: Re: zero kara hajimeru isekai seikatsu†shinmeitan (剣鬼恋歌 Re:ゼロから始める異世界生活†真銘譚? lett. "La canzone d'amore del demone della spada: Re: vita da capo in un mondo parallelo†Storia vera"), è stato serializzato su Monthly Comic Alive dal 27 settembre 2018 al 27 maggio 2021. Il primo volume tankōbon è stato pubblicato il 22 giugno 2019, seguito da altri tre entro il 21 luglio 2021.
Un manga di Minori Tsukahara, intitolato Re:Zero - Starting Life in Another World - The Frozen Bond (Re:ゼロから始める前日譚 氷結の絆?, Re:zero kara hajimeru zenjitsu-tan: Hyōketsu no kizuna, lett. "Re: vita da capo in un mondo parallelo: Legami di ghiaccio") e adattamento del romanzo omonimo, è stato serializzato sull'applicazione Manga Up! dal 26 aprile 2020 al 27 giugno 2021. Il primo volume tankōbon è stato pubblicato il 25 settembre 2020, seguito da altri due entro il 6 agosto 2021. In Italia la serie è stata pubblicata da J-Pop il 2 agosto 2023.

### Anime
Annunciato il 19 luglio 2015 da Kadokawa al festival scolastico estivo di MF Bunko J, un adattamento anime di venticinque episodi è stato diretto da Masaharu Watanabe e scritto sotto la supervisione di Masahiro Yokotani. Prodotta dallo studio di animazione White Fox, la serie televisiva è andata in onda dal 3 aprile al 18 settembre 2016 su TV Tokyo e qualche giorno più tardi su TV Osaka, TV Aichi e AT-X. In tutto il mondo all'infuori dell'Asia gli episodi sono stati trasmessi in streaming in simulcast, anche coi sottotitoli in lingua italiana, da Crunchyroll. In particolare, nel Regno Unito i diritti della serie sono stati acquistati anche dal distributore scozzese Anime Limited, mentre in Cina i media tra cui Bilibili hanno trasmesso l'anime con censure più marcate.
L'edizione home video della serie è stata organizzata in nove volumi BD/DVD, le cui date di pubblicazione sono state fissate tra il 24 giugno 2016 e il 24 febbraio 2017. Ogni puntata dell'anime dura all'incirca ventiquattro minuti, ad eccezione della prima dal formato doppio e degli episodi diciotto e venticinque più lunghi di qualche minuto. Le sigle di apertura sono Redo (ep. 2, 4, 6, 8, 10) di Konomi Suzuki e Paradisus-Paradoxum (ep. 14, 16, 19, 20, 23) dei Myth & Roid, mentre quelle di chiusura sono Styx Helix (ep. 1–5, 8–11, 25), Straight Bet (ep. 7) e Theater D (ep. 14) sempre dei Myth & Roid, Stay Alive (ep. 13, 16, 17, 20–23) di Rie Takahashi e Wishing (ep. 18) di Inori Minase.
Un episodio OAV fu annunciato al "MF Bunko J Summer School Festival 2017" tenutosi il 10 settembre 2017. Tutti i membri dello staff principale e del cast sono tornati a ricoprire i rispettivi ruoli nell'episodio, ai quali si è aggiunto Tatsuya Koyanagi come direttore principale. L'OAV, intitolato Memory Snow, è stato proiettato nei cinema giapponesi il 6 ottobre 2018. Un secondo episodio, Hyōketsu no kizuna (氷結の絆? lett. "Legami di ghiaccio") è stato annunciato il 23 settembre 2018; quest'ultimo funge da adattamento animato al romanzo prequel Re:zero kara hajimeru zenjitsu-tan: Hyōketsu no kizuna (Re:ゼロから始める前日譚 氷結の絆?), incluso nella prima edizione Blu-ray dell'anime, e si focalizza sul primo incontro avvenuto tra Emilia e Puck. È stato proiettato nelle sale giapponesi l'8 novembre 2019.
Il 23 marzo 2019 è stato reso noto che una seconda stagione è in produzione e vede il cast dei personaggi invariato rispetto alla prima. Nel dicembre 2019 viene resa nota che la seconda stagione debutterà nell'aprile 2020, preceduta però dalla ritrasmissione della prima a partire dal 1º gennaio 2020, la quale gode di un nuovo montaggio con sequenze inedite e gli episodi hanno la durata di un'ora. La trasmissione di questa versione si è conclusa il 1º aprile 2020 per un totale di tredici episodi. Durante il Lucca Comics & Games 2024 è stato annunciato il doppiaggio italiano, il quale viene pubblicato a partire dal 5 febbraio 2025. Il doppiaggio italiano è curato dalla Molok Studios di Milano sotto la direzione di Massimo Di Benedetto. L'adattamento dei dialoghi dell'edizione italiana è stato effettuato da Anna Papace, Francesca Scivoli e Marta Ponti.
Il 9 marzo 2020 viene comunicato sul sito ufficiale della serie che la seconda stagione non andrà più in onda ad aprile, bensì a partire da luglio. L'11 giugno 2020 viene annunciato che sarebbe stata divisa in due parti, la prima è andata in onda dall'8 luglio al 30 settembre 2020 mentre la seconda da gennaio 2021. La sigla d'apertura è Realize di Konomi Suzuki mentre quella di chiusura è Memento di nonoc, tali brani vengono impiegati dall'episodio 1 al 13. Dall'episodio 14 al 25 vengono invece sostituite rispettivamente da Long Shot di Mayu Maeshima in apertura e da Believe in you da nonoc in chiusura. La serie è stata trasmessa divisa in due blocchi, il primo dall'8 luglio al 30 settembre 2020, mentre il secondo dal 6 gennaio al 24 marzo 2021; Crunchyroll si è occupata nuovamente dei diritti internazionali.
Una terza stagione è stata annunciata all'AnimeJapan 2023. La stagione è animata da White Fox e diretta da Masahiro Shinohara, con Haruka Sagawa come character design. È stata trasmessa divisa in due parti, la prima dal 2 ottobre al 20 novembre 2024 con uno speciale di 90 minuti, intitolato Gekijō-gata akui (劇場型あくい? lett. "Malizia cinematografica"), mentre la seconda dal 5 febbraio al 26 marzo 2025. La sigla d'apertura è Reweave di Konomi Suzuki mentre quella di chiusura è NOX LUX dei Myth & Roid. Crunchyroll si è occupata nuovamente dei diritti internazionali.
Al termine del sedicesimo e ultimo episodio della terza stagione, messo in onda il 26 marzo 2025, è stata annunciata la quarta stagione dell'anime. Il 24 maggio 2025 viene confermata la messa in onda per il 2026.

#### Produzione
Durante lo sviluppo della serie di light novel presso Kadokawa, il produttore Shō Tanaka chiese all'editore Masahito Ikemoto se fosse a conoscenza di qualche titolo interessante da consigliargli per un eventuale adattamento anime. Avendogli proposto proprio Re:Zero, in un primo momento Ikemoto si convinse a causa di una risposta tardiva da parte di Tanaka che il suo suggerimento non fosse stato considerato, ma la possibilità di una trasposizione animata per l'opera si concretizzò già poco dopo che i romanzi di Nagatsuki ottennero un'edizione cartacea. I due contattarono infatti Tsunaki Yoshikawa della White Fox nella speranza che lo studio fosse disposto a farsi carico degli oneri di produzione.
A detta di Yoshikawa, la scelta di Tanaka e Ikemoto ricadde proprio sulla White Fox per via dell'adattamento di Steins;Gate del 2011 da cui erano rimasti colpiti, tanto che speravano di ottenere da loro una produzione anime dello stesso livello. Quando poi lo studio accettò l'offerta a patto che la serie non violasse nessuna delle disposizioni per la radiodiffusione televisiva, i lavori di produzione iniziarono poco dopo la pubblicazione del quinto volume delle light novel nell'ottobre 2014. Fu in quel periodo che i colleghi di Yoshikawa apprezzarono talmente tanto la storia, che egli si augurò di riuscire ad adattarla nella maniera più fedele possibile, includendo però nell'ultimo episodio contenuti ancora inediti dopo aver discusso a lungo sul finale.
Per quanto riguarda la scelta dello staff, sia il character design sia il ruolo di capo animatore furono affidati a Kyūta Sakai poiché secondo Yoshikawa sarebbe stata in grado di rendere giustizia ai disegni dell'illustratore Ōtsuka, pur mantenendo allo stesso tempo un livello di qualità delle animazioni alto per tutta la durata degli episodi. La regia fu assegnata invece a Masaharu Watanabe per via del fatto che si era già occupato di key animation presso la White Fox con risultati eccellenti: tra i suoi pregi, avrebbe assicurato che i movimenti dei personaggi avessero sempre ben rispecchiato il loro stato d'animo e che la loro recitazione fosse stata impeccabile. La produzione fu inoltre accompagnata dalla supervisione di Nagatsuki, che contribuì sia alla stesura del copione sia alle sedute del doppiaggio: ciò diede vita a una stretta collaborazione tra staff dello studio e autore, che ben si conciliò con l'obiettivo generale di creare un adattamento anime fedele alle light novel.

#### Corti
Una serie di corti anime dal titolo Re:Zero - Starting Break Time from Zero (Re：ゼロから始める休憩時間?, Re: zero kara hajimeru Bureiku Taimu, lett. "Re: pausa da zero"), diretta da Minoru Ashina presso lo Studio Puyukai e raffigurante i vari personaggi in versione super deformed, è andata in onda su AT-X dall'8 aprile al 17 giugno 2016. Una seconda serie, intitolata Re:Petit - Starting Life in Another World from Petit (Re：プチから始める異世界生活?, Re: puchi kara hajimeru isekai seikatsu, lett. "Re: vita da piccini in un mondo parallelo"), sempre a cura dello stesso staff, è subentrata alla prima dal 24 giugno al 23 settembre 2016. In Italia e nel resto del mondo all'infuori dell'Asia i diritti di entrambi i titoli sono stati acquistati sempre da Crunchyroll.
Una seconda stagione di Re:Zero - Starting Break Time from Zero è stata annunciata il 2 luglio 2020 e venne confermato che sarebbe stata pubblicata sul canale YouTube ufficiale di Kadokawa a partire dal 10 luglio successivo. La serie è stata pubblicata dal 10 luglio al 2 ottobre 2020 per un totale di 13 episodi. I diritti di distribuzione all'infuori dell'Asia sono stati acquistati da Crunchyroll.
Una terza stagione di Re:Zero - Starting Break Time from Zero è stata trasmessa dal 2 ottobre 2024 al 26 marzo 2025 su AT-X e pubblicata sul canale YouTube di Kadokawa.

#### Spin-off
I personaggi principali della serie sono apparsi nella serie spin-off crossover Isekai Quartet.

#### Colonna sonora
Il compositore della colonna sonora Ken'ichirō Suehiro fu scelto dal regista Masaharu Watanabe per via di alcuni suoi precedenti lavori, tra cui in particolare l'album del dorama Shi no zōki. Furono solo tre le direttive impartitegli quando accettò l'incarico: usare voci umane nelle tracce che avrebbero dovuto rappresentare il "Ritorno dalla Morte", lavorare come se stesse creando un'altra delle sue colonne sonore per dorama, e dare il meglio di sé per le scene di suspense. A detta di Watanabe, il risultato fu migliore del previsto, tanto che, cosa rara per gli anime, si accordò col produttore Yoshikawa per la riproduzione di un intero brano di sette minuti durante lo scorrimento dei crediti al termine dell'episodio quindici.
Sulla base dei gusti di Watanabe, Suehiro si ispirò alle musiche di Hans Zimmer nel film Il cavaliere oscuro e di Ennio Morricone per comporre una colonna sonora che non sovrastasse la storia, bensì la accompagnasse in sottofondo. Non produsse nessuna traccia da associare a qualche personaggio specifico, ma in generale si basò piuttosto sia sulla figura della strega che da dietro le quinte tira le fila giocando con le vite delle figure sul palcoscenico, sia sulla grandezza della forza di volontà e degli sforzi necessari per contrastarla. Nonostante ciò, essendogli stato chiesto di produrre brani principalmente in stile dorama, rimase incerto sul risultato fino a quando al primo episodio vide immagini e musica sposarsi magicamente. Anche Watanabe, dinanzi a un tale successo, ammise che senza le musiche di Suehiro la qualità dell'anime ne avrebbe di molto risentito, organizzando poi le tracce insieme al direttore del suono Jin Aketagawa, in modo da conservarne alcune per scene più adatte che sarebbero apparse in seguito.

### Web radio
Una trasmissione radiofonica, intitolata Re: zero kara hajimeru isekai radio seikatsu (Re：ゼロから始める異世界ラジオ生活?, Re: zero kara hajimeru isekai rajio seikatsu, lett. "Re: vita radiofonica da capo in un mondo parallelo"), è andata in onda a cadenza settimanale sulla web radio, ospitata da Niconico, dal 28 marzo 2016. Lo show, reso disponibile a tre giorni di distanza anche sul sito web Onsen, è stato condotto dalla doppiatrice di Emilia, Rie Takahashi, che ha presentato numerosi ospiti e colleghi, tra cui più volte Yūsuke Kobayashi (Subaru Natsuki), Inori Minase (Rem) e Rie Murakawa (Ram). I vari episodi sono stati poi raccolti in volumi CD a partire dal 27 luglio 2016.

### Videogiochi
Una visual novel per PlayStation Vita e PlayStation 4, annunciata dal produttore di videogiochi 5pb. ad agosto 2016 e intitolata Re: zero kara hajimeru isekai seikatsu - Death or Kiss (Re：ゼロから始める異世界生活 -DEATH OR KISS-? lett. "Re: vita da capo in un mondo parallelo - Morte o bacio"), è stata pubblicata il 30 marzo 2017 in ritardo di una settimana rispetto alla data di pubblicazione inizialmente prevista. Il gioco segue una trama originale che vede il giocatore vestirsi nei panni del protagonista Subaru con l'obiettivo di strappare un "bacio sincero" a una ragazza. Le candidate a una possibile relazione, ciascuna caratterizzata da una storia diversa, sono otto: Emilia, Rem, Ram, Felt, Beatrice, Crusch, Priscilla e Anastasia. Un DLC consente ai giocatori che hanno preordinato il gioco di sostituire i vestiti dei vari personaggi femminili con dei costumi da bagno. La sigla iniziale è yell! magic starts with a kiss (yell！～くちびるからはじまる魔法～?, Yell!~ Kuchibiru kara hajimaru mahō ~) ed è cantata da Suzuki, che aveva già precedentemente lavorato alla prima sigla d'apertura dell'anime, mentre quella di chiusura è Dai dai daisuki (ダイ・ダイ・ダイスキ?) ed è interpretata da Minase e Murakawa. Il gioco ha ricevuto un punteggio generalmente positivo di 30/40 dalla rivista Famitsū.
In Giappone, il gioco era originariamente previsto per essere pubblicato per PlayStation Vita e PlayStation Vita il 23 marzo 2017, ma è stato posticipato al 30 marzo 2017, a causa di alcune circostanze non specificate. L'edizione limitata del gioco presentava un CD con la propria colonna sonora e una figura SD di Ram (per la versione PS4) o di Rem (per la versione PSVita).
Un'applicazione di realtà virtuale che consente all'utente di interagire con il personaggio di Rem è stata distribuita per iOS e Android il 26 maggio 2017. Una versione con il personaggio di Emilia è uscita invece il 6 giugno 2017. Il gioco è stato in seguito convertito sia su PC che su PlayStation VR.
Un gioco di ruolo per dispositivi mobili intitolato Re:Zero -Starting Life in Another World- INFINITY, sviluppato da Tianjin Tianxiang Interactive Technology e autorizzato da White Fox (studio d'animazione della serie animata), è stato pubblicato il 14 gennaio 2020 in Cina. Un altro gioco per cellulari, realizzato in questo caso da SEGA, Re:Zero − Starting Life in Another World: Lost in Memories (Re:ゼロから始める異世界生活 Lost in Memories?, Re:Zero kara hajimeru isekai seikatsu Lost in Memories), è uscito per Android e iOS il 9 settembre 2020 ed è il primo gioco per dispositivi mobili ufficiale tratto da Re:Zero. Nel gioco, che era provvisoriamente chiamato più semplicemente Re:Zero - Starting Life in Another World, il giocatore impersona il protagonista Subaru Natsuki e può rivivere la storia dell'anime. Inoltre, viene data al giocatore la possibilità di diramarsi nelle storie alternative, dove si potranno fare delle scelte differenti da quelle compiute da Subaru nella storia principale. Inoltre, è presente una nuova storia originale, scritta sotto la supervisione dell'autore originale Tappei Nagatsuki.
Un videogioco d'avventura strategico sviluppato da Chime e pubblicato da Spike Chunsoft, dal titolo Re:Zero − Starting Life in Another World: The Prophecy of the Throne (Re:ゼロから始める異世界生活 偽りの王選候補?, Re:Zero kara hajimeru isekai seikatsu tsuwarino-ō-sen kōho), è uscito per PlayStation 4, PC e Nintendo Switch il 28 gennaio 2021 in Giappone, il giorno seguente non Nord America mentre il 5 febbraio in Europa. Il gioco presenta una storia originale, ed è stato prodotto sotto la completa supervisione dell'autore originale Tappei Nagatsuki e illustrato dal disegnatore della serie Shin'ichirō Ōtsuka. È il primo gioco ufficiale della serie ad essere tradotto in inglese.
La serie ha anche ispirato un videogioco per browser sviluppato da DMM Games e intitolato Re:Zero − Starting Life in Another World: Kinsho to nazo no seirei; quest'ultimo presenterà una storia originale supervisionata da Tappei Nagatsuki.

### Altri media
Una guida dal titolo Re:zeropedia è stata pubblicata da MF Bunko J insieme al decimo volume delle light novel il 25 ottobre 2016. Un libro d'arte dōjinshi con la copertina disegnata da Makoto Fūgetsu, intitolato Art Fan Book 2016 e contenente illustrazioni dedicate alla serie da parte di vari autori come Ponkan 8, Yuka Nakajima e TakayaKi, è stato distribuito al Comiket 91. Un volume crossover, scritto in collaborazione con l'autrice di Kono subarashii sekai ni shukufuku o! Natsume Akatsuki sotto il titolo di Re: zero kara hajimeru konosuba seikatsu (Re：ゼロから始めるこのすば生活?), è stato messo in vendita da Kadokawa il 31 dicembre 2016. Un artbook ufficiale a cura dell'illustratore Ōtsuka sarà pubblicato da Kadokawa il 23 settembre 2017. In più i personaggi della serie hanno fatto apparizioni nel 2016 nei MMORPG Aura Kingdom e MapleStory, nel 2017 nel videogioco Kai-ri-Sei Million Arthur e nel 2018 in Dragon's Dogma Online.

## Accoglienza

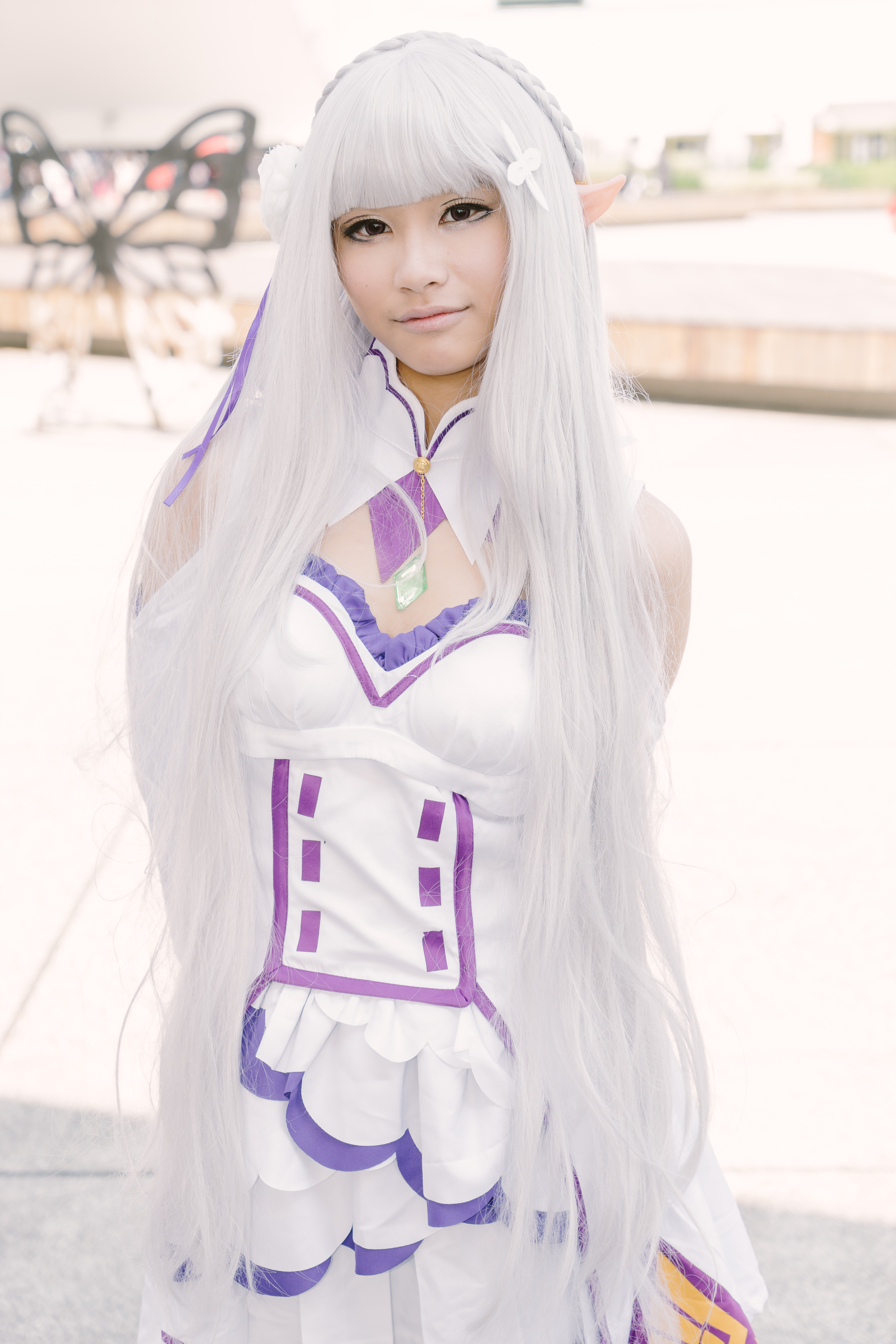
Cosplayer di Emilia

La serie di light novel è stata la quarta tra quelle maggiormente in vendita in Giappone tra novembre 2015 e novembre 2016. Durante tale periodo, di circa un milione di copie vendute, 155 363 sono riconducibili al primo volume, 127 970 al secondo e 110 574 al terzo, rispettivamente classificatisi 14º, 21º e 30º tra i libri di light novel più venduti dell'anno. Secondo un cartellone pubblicitario dell'anime, entro settembre 2016 i volumi hanno anche raggiunto in totale due milioni di copie. Recensendo il primo, Theron Martin di Anime News Network ha lodato la storia per l'approccio in qualche modo innovativo all'idea del protagonista trasportato in un altro mondo, ma ha criticato il testo sia per lo stile irregolare sia per la tendenza alla ridondanza e i dialoghi fuori tempo. Nella guida Kono light novel ga sugoi! 2017, invece, la serie si è aggiudicata il secondo posto nella classifica delle migliori light novel del 2016.
L'adattamento anime, pubblicizzato con l'aiuto dell'illustratore di Overlord so-bin su Twitter, ha registrato una crescita del numero dei suoi fan sul social network sin dall'inizio della trasmissione televisiva nell'aprile 2016. A metà mese l'account ufficiale del programma contava più di 20 000 follower, superandone i 30 000 agli inizi di maggio e celebrandone i 110 000 alla fine di luglio. La serie, oltre ad essersi classificata al primo posto in un sondaggio condotto dal sito giapponese Anime! Anime! a cui hanno partecipato 820 persone per determinare il miglior show della primavera 2016, è stata considerata da Andy Hanley di UK Anime Network uno dei più grandi successi anime di tutto l'anno.

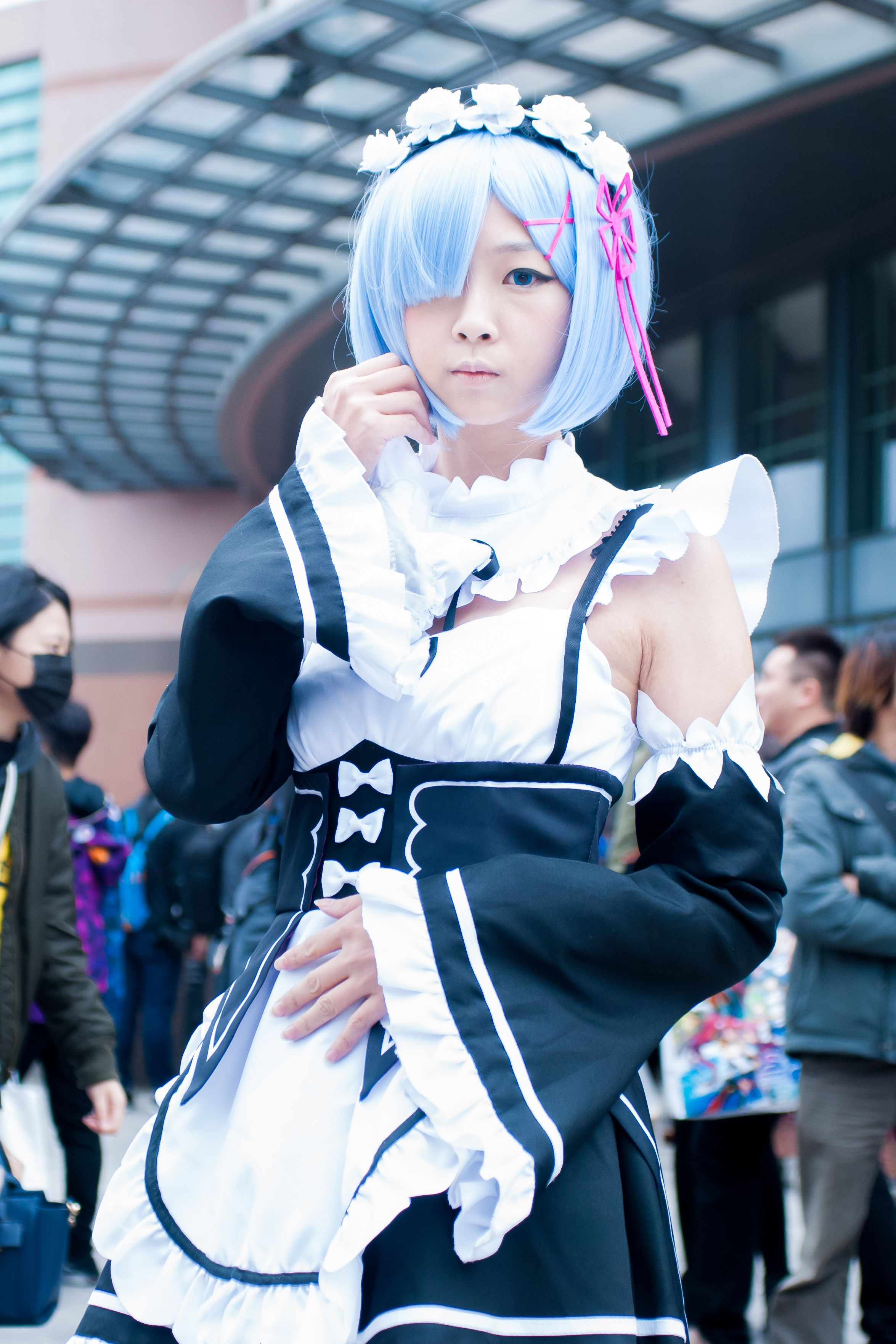
Cosplayer di Rem

A distanza di una settimana dalla trasmissione dell'episodio diciotto dell'anime, un video musicale amatoriale incentrato su Rem e ispirato alla scena della sua confessione d'amore al protagonista Subaru, caricato il 2 agosto 2016 su Niconico, ha ottenuto mezzo milione di visualizzazioni, guadagnandosi il secondo posto nella classifica dei video anime più popolari sul sito. In particolare, sempre tra coloro che hanno reso omaggio alla giovane cameriera, vi è stata l'autrice di Denkigai no hon'ya-san Asato Mizu, che l'11 agosto 2016 le ha dedicato un disegno su Twitter in cui l'ha ritratta in un momento commovente. Successivamente, in base al riscontro dei fan giapponesi, Rem è stata nominata anche sul numero di ottobre 2016 della rivista di anime Newtype il personaggio femminile più popolare del momento, accompagnata dalla conquista del primo posto di Re:Zero nella classifica degli anime in generale. Nel 2017 sia l'anime sia il manga hanno vinto i Sugoi Japan Awards dello Yomiuri Shinbun.
Ai Newtype Anime Awards 2015–2016 la serie si è classificata al secondo posto tra i più bei anime trasmessi in televisione, Subaru Natsuki, Rem e Puck si sono aggiudicati rispettivamente il titolo di miglior personaggio maschile, femminile e mascotte, la colonna sonora ha ottenuto il quarto posto, Masaharu Watanabe è stato nominato miglior regista, Masahiro Yokotani è salito sul podio al secondo posto per la sceneggiatura e Kyūta Sakai è stata premiata col terzo posto assieme a Shin'ichirō Ōtsuka per il character design. A novembre 2016 i risultati di un sondaggio condotto sull'app Otamart a cui hanno partecipato circa 15 000 utenti hanno riportato Re:Zero al secondo posto tra i franchise anime, manga e light novel di maggior successo del 2016, insieme a Rem al primo posto tra i personaggi bidimensionali più popolari dello stesso anno. La giovane cameriera ha riscosso successo anche sul fronte del merchandising, registrando un numero inaspettato di ordini per un dakimakura a lei dedicato e ottenendo un cuscino con l'illustrazione a cura di Ōtsuka grazie alla partecipazione di circa 28 000 persone a un sondaggio ufficiale tenutosi su Twitter.
Nel 2018, la light novel e il manga hanno raggiunto i cinque milioni di copie vendute. Nel marzo 2018 si è tenuto un sondaggio sul sito Goo Ranking riguardante i personaggi maid più amati dai giapponesi e Ram e Rem sono arrivate rispettivamente al settimo e al primo posto con 104 e 376 voti. IGN ha elencato Re:Zero come uno dei migliori anime degli anni 2010, descrivendolo come un anime che si distingueva per la sua focalizzazione narrativa sul dolore dei personaggi, sulle conseguenze e la costruzione di momenti davvero sentiti. Tra il 23 novembre 2020 e il 23 maggio 2021, la serie di light novel ha venduto un totale stimato di 301 196 copie, arrivando al quarto posto nelle classifiche.